# Chrëschtlech Sozial Vollekspartei
De Chrëschtlech Sozial Vollekspartei (CSV) of Parti Social Chrétien (PSC) is de grootste politieke partij van het Groothertogdom Luxemburg. Ze omvat gematigd-conservatieve, christelijk-sociale en liberale politici.
De katholiek georiënteerde CSV lijkt op de christendemocratische politieke partijen in andere West-Europese landen en geniet brede steun van de Luxemburgse bevolking, waardoor zij sinds haar oprichting in 1944 steevast de grootste partij van het land is. De partij leverde (met uitzondering van de periodes 1974–1979 en 2013–2023) alle premiers in de naoorlogse kabinetten van Luxemburg. Onder hen waren belangrijke kopstukken als Jacques Santer en Jean-Claude Juncker; beiden werden na hun periode als premier voorzitter van de Europese Commissie.
De CSV/PSC is lid van de fractie van de Europese Volkspartij (EVP/EEP).

## Geschiedenis
Sinds haar oprichting in 1944 was de Christelijke Volkspartij (CSV) de grootste coalitiepartner in alle regeringscoalities met twee uitzonderingen: 1974–1979 (DP-LSAP-coalitie) en 2013–2023 (DP-LSAP-DG-coalitie).
Van 1945 tot 1974 zat de partij onafgebroken in de regering en leverde ze de volgende premiers: Pierre Dupong, Joseph Bech, Pierre Frieden en Pierre Werner. Meestal vormde de partij een coalitie met de Democratische Partij (DP), waarmee het Luxemburg een zekere economische en sociale stabiliteit gaf.
In 1974 belandde de CSV voor het eerst in de oppositie, toen Gaston Thorn van de Democratische Partij premier werd in een coalitie met de Luxemburgse Socialistische Arbeiderspartij (LSAP). In 1979 keerde de partij terug naar het centrum van de macht na haar overwinning bij de algemene verkiezingen van dat jaar. Pierre Werner werd namens de CSV premier en in 1984 opgevolgd door Jacques Santer. Hij bleef premier tot 1995, toen Jean-Claude Juncker premier werd, terwijl Santer ondertussen de functie van voorzitter van de Europese Commissie op zich nam. Juncker bekleedde het premierschap bijna 19 jaar en werd daarna eveneens voorzitter van de Europese Commissie.
Ondanks haar voortdurende status als grootste partij zat de CSV tussen 2013 en 2023 opnieuw in de oppositie. In deze periode kende Luxemburg (voor de eerste keer in haar geschiedenis) een driepartijenregering, bestaande uit DP, LSAP en Déi Gréng en geleid door de liberaal Xavier Bettel. Toen deze coalitie bij de parlementsverkiezingen van 2023 haar meerderheid verloor, greep de CSV opnieuw de macht en werd Luc Frieden naar voren geschoven als premier.

### Tijdlijn
- 1914: in januari 1914 wordt de rooms-katholieke PD (Rechtse Partij) opgericht, de directe voorganger van de CSV/PSC. In 1944 wordt haar naam gewijzigd in de Chrëschtlech Sozial Volkspartei/ Parti Social Chrétien. De PD is echter eerder een losse federatie van gelijkdenkenden dan een echte partij.
- 1914: Een groep christendemocraten doet onder de naam PD mee aan de verkiezingen.
- 1915-1916: Hubert Loutsch van de PD is premier.
- 1944: De Chrëschtlich Sozial Vollekspartei/ Parti Social Chrétien wordt formeel opgericht.
- 1945: De CSV/PSC wint 25 zetels van het 51 zetels tellende parlement, één te weinig voor een absolute meerderheid.
- 1946-1974: De CSV/PSC levert ononderbroken de premier.
- 1974-1979: Deze periode is de CSV/PSC uitgesloten van regeringsdeelname, er is een liberaal/sociaaldemocratische regering (DP/LSAP).
- 1979-2013: De CSV/PSC levert ononderbroken de premier.
- 1995-1999: Jacques Santer van de CSV/PSC is voorzitter van de Europese Commissie.
- 2013-2023: De CSV/PSC maakt deel uit van de oppositie.
- 2014-2019: Jean-Claude Juncker van de CSV/PSC is voorzitter van de Europese Commissie.

## Ideologie
De CSV is een conservatieve centrumrechtse politieke partij van christendemocratische, katholieke signatuur.
Met betrekking tot de sociale politiek is de CSV een klassieke conservatieve partij, die staat voor eerbied voor traditie en stabiliteit van de sociale orde. De CSV heeft zich in het verleden vooral geprofileerd als een katholieke christendemocratische partij.
De partij volgt een christendemocratische koers en is, net als de meeste partijen in Luxemburg, pro-Europees.

## Verkiezingsuitslagen

### Kamer van Afgevaardigden
De CSV behaalde sinds 1945 de volgende resultaten bij de Luxemburgse parlementsverkiezingen:
| Luxemburgse parlementsverkiezingen | Luxemburgse parlementsverkiezingen | Luxemburgse parlementsverkiezingen | Luxemburgse parlementsverkiezingen | Luxemburgse parlementsverkiezingen | Luxemburgse parlementsverkiezingen |
| Jaar                               | Stemmen                            | %                                  | Plaats                             | Zetels                             | Positie                            |
| ---------------------------------- | ---------------------------------- | ---------------------------------- | ---------------------------------- | ---------------------------------- | ---------------------------------- |
| 1945                               | 907.601                            | 44,7                               | 1e                                 | 25 / 51                            | Regeringscoalitie                  |
| 1948                               | 386.972                            | 36,3                               | 1e                                 | 22 / 51                            | Regeringscoalitie                  |
| 1951                               | 425.545                            | 42,1                               | 1e                                 | 21 / 52                            | Regeringscoalitie                  |
| 1954                               | 1.003.406                          | 45,2                               | 1e                                 | 26 / 52                            | Regeringscoalitie                  |
| 1959                               | 896.840                            | 38,9                               | 1e                                 | 21 / 52                            | Regeringscoalitie                  |
| 1964                               | 883.079                            | 35,7                               | 1e                                 | 22 / 56                            | Regeringscoalitie                  |
| 1968                               | 915.944                            | 37,5                               | 1e                                 | 21 / 56                            | Regeringscoalitie                  |
| 1974                               | 836.990                            | 29,9                               | 1e                                 | 18 / 59                            | Oppositie                          |
| 1979                               | 1.049.390                          | 36,4                               | 1e                                 | 24 / 59                            | Regeringscoalitie                  |
| 1984                               | 1.148.085                          | 36,7                               | 1e                                 | 25 / 64                            | Regeringscoalitie                  |
| 1989                               | 977.521                            | 32,4                               | 1e                                 | 22 / 60                            | Regeringscoalitie                  |
| 1994                               | 887.651                            | 30,3                               | 1e                                 | 21 / 60                            | Regeringscoalitie                  |
| 1999                               | 870.985                            | 30,1                               | 1e                                 | 19 / 60                            | Regeringscoalitie                  |
| 2004                               | 1.103.825                          | 36,1                               | 1e                                 | 24 / 60                            | Regeringscoalitie                  |
| 2009                               | 1.129.368                          | 38,0                               | 1e                                 | 26 / 60                            | Regeringscoalitie                  |
| 2013                               | 1.099.323                          | 33,6                               | 1e                                 | 23 / 60                            | Oppositie                          |
| 2018                               | 999.381                            | 28,3                               | 1e                                 | 21 / 60                            | Oppositie                          |
| 2023                               | 1.099.421                          | 29,2                               | 1e                                 | 21 / 60                            | Regeringscoalitie                  |

### Europees Parlement
De CSV behaalde sinds 1979 de volgende resultaten bij de Europese parlementsverkiezingen:
| Europese Parlementsverkiezingen | Europese Parlementsverkiezingen | Europese Parlementsverkiezingen | Europese Parlementsverkiezingen | Europese Parlementsverkiezingen |
| Jaar                            | Stemmen                         | %                               | Plaats                          | Zetels                          |
| ------------------------------- | ------------------------------- | ------------------------------- | ------------------------------- | ------------------------------- |
| 1979                            | 352.296                         | 36,1                            | 1e                              | 3 / 6                           |
| 1984                            | 345.586                         | 34,9                            | 1e                              | 3 / 6                           |
| 1989                            | 346.621                         | 34,9                            | 1e                              | 3 / 6                           |
| 1994                            | 319.462                         | 31,5                            | 1e                              | 2 / 6                           |
| 1999                            | 321.021                         | 31,7                            | 1e                              | 2 / 6                           |
| 2004                            | 404.823                         | 37,1                            | 1e                              | 3 / 6                           |
| 2009                            | 353.094                         | 31,4                            | 1e                              | 3 / 6                           |
| 2014                            | 441.578                         | 37,7                            | 1e                              | 3 / 6                           |
| 2019                            | 264.665                         | 21,1                            | 2e                              | 2 / 6                           |

## Partijleiders
- Émile Reuter (1945–1964)
- Tony Biever (1964–1965)
- Jean Dupong (1965–1972)
- Nicolas Mosar (1972–1974)
- Jacques Santer (1974–1982)
- Jean Spautz (1982–1990)
- Jean-Claude Juncker (1990–1995)
- Erna Hennicot-Schoepges (1995–2003)
- François Biltgen (2003–2009)
- Michel Wolter (2009–2014)
- Marc Spautz (2014–2019)
- Frank Engel (2019–2021)
- Claude Wiseler (2021-2023)
- Elisabeth Margue (sinds 2022)

Alternativ Demokratesch Reformpartei · Chrëschtlech Sozial Vollekspartei · Demokratesch Partei · Déi Gréng · Déi Lénk · Kommunistesch Partei Lëtzebuerg · Lëtzebuerger Sozialistesch Aarbechterpartei